# Daniel Kaufmann
Daniel Kaufmann (Grabs, 22 dicembre 1990) è un ex calciatore liechtensteinese, di ruolo difensore.

## Carriera
Il 31 marzo 2015 segna il suo primo gol in nazionale in un'amichevole contro il San Marino.

## Statistiche

### Cronologia presenze e reti in nazionale
| Cronologia completa delle presenze e delle reti in nazionale ― Liechtenstein | Cronologia completa delle presenze e delle reti in nazionale ― Liechtenstein | Cronologia completa delle presenze e delle reti in nazionale ― Liechtenstein | Cronologia completa delle presenze e delle reti in nazionale ― Liechtenstein | Cronologia completa delle presenze e delle reti in nazionale ― Liechtenstein | Cronologia completa delle presenze e delle reti in nazionale ― Liechtenstein | Cronologia completa delle presenze e delle reti in nazionale ― Liechtenstein | Cronologia completa delle presenze e delle reti in nazionale ― Liechtenstein |
| Data                                                                         | Città                                                                        | In casa                                                                      | Risultato                                                                    | Ospiti                                                                       | Competizione                                                                 | Reti                                                                         | Note                                                                         |
| ---------------------------------------------------------------------------- | ---------------------------------------------------------------------------- | ---------------------------------------------------------------------------- | ---------------------------------------------------------------------------- | ---------------------------------------------------------------------------- | ---------------------------------------------------------------------------- | ---------------------------------------------------------------------------- | ---------------------------------------------------------------------------- |
| 17-11-2010                                                                   | Tallinn                                                                      | Estonia                                                                      | 1 – 1                                                                        | Liechtenstein                                                                | Amichevole                                                                   | -                                                                            |                                                                              |
| 3-6-2011                                                                     | Vaduz                                                                        | Liechtenstein                                                                | 2 – 0                                                                        | Lituania                                                                     | Qual. Euro 2012                                                              | -                                                                            | 81’                                                                          |
| 10-8-2011                                                                    | Vaduz                                                                        | Liechtenstein                                                                | 1 – 2                                                                        | Svizzera                                                                     | Amichevole                                                                   | -                                                                            | 90’                                                                          |
| 2-9-2011                                                                     | Kaunas                                                                       | Lituania                                                                     | 0 – 0                                                                        | Liechtenstein                                                                | Qual. Euro 2012                                                              | -                                                                            | 52’                                                                          |
| 8-10-2011                                                                    | Vaduz                                                                        | Liechtenstein                                                                | 0 – 1                                                                        | Scozia                                                                       | Qual. Euro 2012                                                              | -                                                                            |                                                                              |
| 29-2-2012                                                                    | Ta' Qali                                                                     | Malta                                                                        | 2 – 1                                                                        | Liechtenstein                                                                | Amichevole                                                                   | -                                                                            | 22’                                                                          |
| 14-8-2012                                                                    | Vaduz                                                                        | Liechtenstein                                                                | 1 – 0                                                                        | Andorra                                                                      | Amichevole                                                                   | -                                                                            |                                                                              |
| 7-9-2012                                                                     | Vaduz                                                                        | Liechtenstein                                                                | 1 – 8                                                                        | Bosnia ed Erzegovina                                                         | Qual. Mondiali 2014                                                          | -                                                                            |                                                                              |
| 11-9-2012                                                                    | Bratislava                                                                   | Slovacchia                                                                   | 2 – 0                                                                        | Liechtenstein                                                                | Qual. Mondiali 2014                                                          | -                                                                            |                                                                              |
| 12-10-2012                                                                   | Vaduz                                                                        | Liechtenstein                                                                | 0 – 2                                                                        | Lituania                                                                     | Qual. Mondiali 2014                                                          | -                                                                            |                                                                              |
| 16-10-2012                                                                   | Riga                                                                         | Lettonia                                                                     | 2 – 0                                                                        | Liechtenstein                                                                | Qual. Mondiali 2014                                                          | -                                                                            | 58’, 60’                                                                     |
| 14-11-2012                                                                   | Vaduz                                                                        | Liechtenstein                                                                | 0 – 1                                                                        | Malta                                                                        | Amichevole                                                                   | -                                                                            | 67’                                                                          |
| 6-2-2013                                                                     | Dubai                                                                        | Azerbaigian                                                                  | 1 – 0                                                                        | Liechtenstein                                                                | Amichevole                                                                   | -                                                                            | 88’                                                                          |
| 4-6-2013                                                                     | Cracovia                                                                     | Polonia                                                                      | 2 – 0                                                                        | Liechtenstein                                                                | Amichevole                                                                   | -                                                                            | 46’                                                                          |
| 7-6-2013                                                                     | Vaduz                                                                        | Liechtenstein                                                                | 1 – 1                                                                        | Slovacchia                                                                   | Qual. Mondiali 2014                                                          | -                                                                            |                                                                              |
| 14-8-2013                                                                    | Vaduz                                                                        | Liechtenstein                                                                | 2 – 3                                                                        | Croazia                                                                      | Amichevole                                                                   | -                                                                            | 46’                                                                          |
| 10-9-2013                                                                    | Marijampolė                                                                  | Lituania                                                                     | 2 – 0                                                                        | Liechtenstein                                                                | Qual. Mondiali 2014                                                          | -                                                                            |                                                                              |
| 11-10-2013                                                                   | Zenica                                                                       | Bosnia ed Erzegovina                                                         | 4 – 1                                                                        | Liechtenstein                                                                | Qual. Mondiali 2014                                                          | -                                                                            |                                                                              |
| 15-10-2013                                                                   | Il Pireo                                                                     | Grecia                                                                       | 2 – 0                                                                        | Liechtenstein                                                                | Qual. Mondiali 2014                                                          | -                                                                            |                                                                              |
| 19-11-2013                                                                   | Vaduz                                                                        | Liechtenstein                                                                | 0 – 3                                                                        | Estonia                                                                      | Amichevole                                                                   | -                                                                            |                                                                              |
| 5-3-2014                                                                     | Tbilisi                                                                      | Georgia                                                                      | 2 – 0                                                                        | Liechtenstein                                                                | Amichevole                                                                   | -                                                                            |                                                                              |
| 21-5-2014                                                                    | Vaduz                                                                        | Liechtenstein                                                                | 1 – 5                                                                        | Bielorussia                                                                  | Amichevole                                                                   | -                                                                            |                                                                              |
| 4-9-2014                                                                     | Tuzla                                                                        | Bosnia ed Erzegovina                                                         | 3 – 0                                                                        | Liechtenstein                                                                | Amichevole                                                                   | -                                                                            |                                                                              |
| 9-10-2014                                                                    | Vaduz                                                                        | Liechtenstein                                                                | 0 – 0                                                                        | Montenegro                                                                   | Qual. Euro 2016                                                              | -                                                                            |                                                                              |
| 12-10-2014                                                                   | Stoccolma                                                                    | Svezia                                                                       | 2 – 0                                                                        | Liechtenstein                                                                | Qual. Euro 2016                                                              | -                                                                            |                                                                              |
| 15-11-2014                                                                   | Chișinău                                                                     | Moldavia                                                                     | 0 – 1                                                                        | Liechtenstein                                                                | Qual. Euro 2016                                                              | -                                                                            |                                                                              |
| 27-3-2015                                                                    | Vaduz                                                                        | Liechtenstein                                                                | 0 – 5                                                                        | Austria                                                                      | Qual. Euro 2016                                                              | -                                                                            |                                                                              |
| 31-3-2015                                                                    | Eschen                                                                       | Liechtenstein                                                                | 1 – 0                                                                        | San Marino                                                                   | Amichevole                                                                   | 1                                                                            |                                                                              |
| 10-6-2015                                                                    | Thun                                                                         | Svizzera                                                                     | 3 – 0                                                                        | Liechtenstein                                                                | Amichevole                                                                   | -                                                                            |                                                                              |
| 14-6-2015                                                                    | Vaduz                                                                        | Liechtenstein                                                                | 1 – 1                                                                        | Moldavia                                                                     | Qual. Euro 2016                                                              | -                                                                            |                                                                              |
| 5-9-2015                                                                     | Podgorica                                                                    | Montenegro                                                                   | 2 – 0                                                                        | Liechtenstein                                                                | Qual. Euro 2016                                                              | -                                                                            |                                                                              |
| 8-9-2015                                                                     | Vaduz                                                                        | Liechtenstein                                                                | 0 – 7                                                                        | Russia                                                                       | Qual. Euro 2016                                                              | -                                                                            | 40’                                                                          |
| 12-10-2015                                                                   | Vienna                                                                       | Austria                                                                      | 3 – 0                                                                        | Liechtenstein                                                                | Qual. Euro 2016                                                              | -                                                                            |                                                                              |
| 23-3-2016                                                                    | Gibilterra                                                                   | Gibilterra                                                                   | 0 – 0                                                                        | Liechtenstein                                                                | Amichevole                                                                   | -                                                                            | 85’                                                                          |
| 28-3-2016                                                                    | Marbella                                                                     | Fær Øer                                                                      | 3 – 2                                                                        | Liechtenstein                                                                | Amichevole                                                                   | -                                                                            |                                                                              |
| 6-6-2016                                                                     | Reykjavík                                                                    | Islanda                                                                      | 4 – 0                                                                        | Liechtenstein                                                                | Amichevole                                                                   | -                                                                            |                                                                              |
| 31-8-2016                                                                    | Horsens                                                                      | Danimarca                                                                    | 5 – 0                                                                        | Liechtenstein                                                                | Amichevole                                                                   | -                                                                            |                                                                              |
| 5-9-2016                                                                     | León                                                                         | Spagna                                                                       | 8 – 0                                                                        | Liechtenstein                                                                | Qual. Mondiali 2018                                                          | -                                                                            | 12’                                                                          |
| 6-10-2016                                                                    | Vaduz                                                                        | Liechtenstein                                                                | 0 – 2                                                                        | Albania                                                                      | Qual. Mondiali 2018                                                          | -                                                                            |                                                                              |
| 9-10-2016                                                                    | Gerusalemme                                                                  | Israele                                                                      | 2 – 1                                                                        | Liechtenstein                                                                | Qual. Mondiali 2018                                                          | -                                                                            |                                                                              |
| 12-11-2016                                                                   | Vaduz                                                                        | Liechtenstein                                                                | 0 – 4                                                                        | Italia                                                                       | Qual. Mondiali 2018                                                          | -                                                                            | 76’                                                                          |
| 2-9-2017                                                                     | Elbasan                                                                      | Albania                                                                      | 2 – 0                                                                        | Liechtenstein                                                                | Qual. Mondiali 2018                                                          | -                                                                            | 69’                                                                          |
| 5-9-2017                                                                     | Vaduz                                                                        | Liechtenstein                                                                | 0 – 8                                                                        | Spagna                                                                       | Qual. Mondiali 2018                                                          | -                                                                            |                                                                              |
| 6-10-2017                                                                    | Vaduz                                                                        | Liechtenstein                                                                | 0 – 1                                                                        | Israele                                                                      | Qual. Mondiali 2018                                                          | -                                                                            | 51’                                                                          |
| 9-10-2017                                                                    | Strumica                                                                     | Macedonia                                                                    | 4 – 0                                                                        | Liechtenstein                                                                | Qual. Mondiali 2018                                                          | -                                                                            | 8’                                                                           |
| 14-12-2017                                                                   | Doha                                                                         | Qatar                                                                        | 1 – 2                                                                        | Liechtenstein                                                                | Amichevole                                                                   | -                                                                            |                                                                              |
| 6-9-2018                                                                     | Erevan                                                                       | Armenia                                                                      | 2 – 1                                                                        | Liechtenstein                                                                | UEFA Nations League 2018-2019 - 1º turno                                     | -                                                                            | 19’                                                                          |
| 9-9-2018                                                                     | Vaduz                                                                        | Liechtenstein                                                                | 2 – 0                                                                        | Gibilterra                                                                   | UEFA Nations League 2018-2019 - 1º turno                                     | -                                                                            |                                                                              |
| 13-10-2018                                                                   | Skopje                                                                       | Macedonia                                                                    | 4 – 1                                                                        | Liechtenstein                                                                | UEFA Nations League 2018-2019 - 1º turno                                     | -                                                                            |                                                                              |
| 16-10-2018                                                                   | Gibilterra                                                                   | Gibilterra                                                                   | 2 – 1                                                                        | Liechtenstein                                                                | UEFA Nations League 2018-2019 - 1º turno                                     | -                                                                            | 87’                                                                          |
| 23-3-2019                                                                    | Vaduz                                                                        | Liechtenstein                                                                | 0 – 2                                                                        | Grecia                                                                       | Qual. Euro 2020                                                              | -                                                                            |                                                                              |
| 26-3-2019                                                                    | Parma                                                                        | Italia                                                                       | 6 – 0                                                                        | Liechtenstein                                                                | Qual. Euro 2020                                                              | -                                                                            | 45+2’                                                                        |
| 11-6-2019                                                                    | Vaduz                                                                        | Liechtenstein                                                                | 0 – 2                                                                        | Finlandia                                                                    | Qual. Euro 2020                                                              | -                                                                            |                                                                              |
| 5-9-2019                                                                     | Zenica                                                                       | Bosnia ed Erzegovina                                                         | 5 – 0                                                                        | Liechtenstein                                                                | Qual. Euro 2020                                                              | -                                                                            |                                                                              |
| 8-9-2019                                                                     | Amarousio                                                                    | Grecia                                                                       | 1 – 1                                                                        | Liechtenstein                                                                | Qual. Euro 2020                                                              | -                                                                            |                                                                              |
| 12-10-2019                                                                   | Vaduz                                                                        | Liechtenstein                                                                | 1 – 1                                                                        | Armenia                                                                      | Qual. Euro 2020                                                              | -                                                                            |                                                                              |
| 15-10-2019                                                                   | Vaduz                                                                        | Liechtenstein                                                                | 0 – 5                                                                        | Italia                                                                       | Qual. Euro 2020                                                              | -                                                                            |                                                                              |
| 8-9-2020                                                                     | Serravalle                                                                   | San Marino                                                                   | 0 – 2                                                                        | Liechtenstein                                                                | UEFA Nations League 2020-2021 - 1º turno                                     | -                                                                            |                                                                              |
| 13-10-2020                                                                   | Eschen                                                                       | Liechtenstein                                                                | 0 – 0                                                                        | San Marino                                                                   | UEFA Nations League 2020-2021 - 1º turno                                     | -                                                                            |                                                                              |
| 25-3-2021                                                                    | Vaduz                                                                        | Liechtenstein                                                                | 0 – 1                                                                        | Armenia                                                                      | Qual. Mondiali 2022                                                          | -                                                                            |                                                                              |
| 31-3-2021                                                                    | Vaduz                                                                        | Liechtenstein                                                                | 1 – 4                                                                        | Islanda                                                                      | Qual. Mondiali 2022                                                          | -                                                                            |                                                                              |
| 2-9-2021                                                                     | San Gallo                                                                    | Liechtenstein                                                                | 0 – 2                                                                        | Germania                                                                     | Qual. Mondiali 2022                                                          | -                                                                            |                                                                              |
| 8-9-2021                                                                     | Erevan                                                                       | Armenia                                                                      | 1 – 1                                                                        | Liechtenstein                                                                | Qual. Mondiali 2022                                                          | -                                                                            |                                                                              |
| 8-10-2021                                                                    | Vaduz                                                                        | Liechtenstein                                                                | 0 – 4                                                                        | Macedonia del Nord                                                           | Qual. Mondiali 2022                                                          | -                                                                            | 52’                                                                          |
| 11-11-2021                                                                   | Wolfsburg                                                                    | Germania                                                                     | 9 – 0                                                                        | Liechtenstein                                                                | Qual. Mondiali 2022                                                          | -                                                                            |                                                                              |
| 14-11-2021                                                                   | Vaduz                                                                        | Liechtenstein                                                                | 0 – 2                                                                        | Romania                                                                      | Qual. Mondiali 2022                                                          | -                                                                            | 71’                                                                          |
| Totale                                                                       |                                                                              | Presenze                                                                     | 66                                                                           |                                                                              | Reti                                                                         | 1                                                                            |                                                                              |

## Palmarès

### Club

#### Competizioni nazionali
- Coppa del Liechtenstein: 5

Eschen/Mauren: 2011-2012
Vaduz: 2012-2013, 2013-2014, 2014-2015, 2015-2016
- Challenge League: 1

Vaduz: 2013-2014